# كاتسيوكي إيتاكورا
كاتسيوكي إيتاكورا (باليابانية: 板倉克行) هو عازف جاز وعازف بيانو ياباني، ولد في 1943 في الصين.

## وصلات خارجية
- كاتسيوكي إيتاكورا على موقع أول ميوزيك (الإنجليزية)
- كاتسيوكي إيتاكورا على موقع ديسكوغز (الإنجليزية)